# Prix David
Pour les articles homonymes, voir Prix David (homonymie) et David.
Les prix David ont été créés en 1923 par le secrétaire de la province de Québec, Athanase David, à la mémoire de son père, Laurent-Olivier David. 
Également appelés prix de la province de Québec, ces prix sont décernés à des écrivains ou des chercheurs qui ont soumis les meilleures œuvres littéraires ou scientifiques aux concours littéraires et scientifiques de la province. 
En 1968, est créé le prix Athanase-David pour reconnaître l'ensemble de l'œuvre d'un écrivain. En 1970, les concours littéraires et scientifiques disparaissent et sont remplacés par les prix du Québec.
Le fonds d'archives du prix David est conservé au centre d'archives de Montréal de Bibliothèque et Archives nationales du Québec.

## Liste des lauréats
- 1923
  - Ivanhoé Caron
  - Victor Germain
  - Frère Marie-Victorin
  - Paul Morin
  - Robert de Roquebrune
- 1924
  - Camille Roy
  - Élie-Joseph-Arthur Auclair
  - Harry Bernard
  - Jean Charbonneau
  - Marie-Claire Daveluy
  - Pierre Dupuy
  - Louis Francœur
  - Philippe Panneton
- 1925
  - Marius Barbeau
- 1926
  - Antoine Bernard
  - Harry Bernard
  - Robert Choquette
  - Louis-Philippe Geoffrion
  - Paul de Martigny
  - Arthur Saint-Pierre
- 1927
  - Ivanhoé Caron
  - Henry Laureys
- 1928
  - Non attribué
- 1929
  - Marius Barbeau
  - Jean-Charles Harvey
  - Alice Lemieux-Lévesque
  - Simone Routier
- 1930
  - Marcel Dugas
  - Marcolin-Antonio Lamarche
- 1931
  - Non attribué
- 1932
  - Harry Bernard
  - Robert Choquette
  - Alfred Desrochers
- 1933
  - Albert Pelletier
  - Adolphe Nantel
- 1934
  - Non attribué
- 1935
  - Jacques Francœur
  - Claude-Henri Grignon
- 1936
  - Gérard Morisset
- 1937
  - Eugène Lapierre
- 1938
  - Léo-Paul Desrosiers
  - Félix-Antoine Savard
  - Damase Potvin
- 1939
  - Clovis Duval
  - Clément Marchand, Les Soirs Rouges
  - Gérard Martin, Le Temple
- 1940
  - Non attribué
- 1941
  - Victor Barbeau
  - Alain Grandbois
  - Rex Desmarchais
- 1942
  - Robert Charbonneau
  - Clément Marchand
  - Philippe Panneton
- 1943
  - Anne Hébert
  - Rodolphe Dubé
  - Rina Lasnier
- 1944
  - Non attribué
- 1945
  - Marius Barbeau
  - Léopold Houlé
  - Marcel Trudel
- 1946
  - Germaine Guèvremont
  - Félix Leclerc
  - Roger Lemelin
  - Pierre Demers (section sciences)
- 1947
  - Gérard Bessette
  - Alain Grandbois
  - Alphonse Piché
- 1948
  - Non attribué
- 1949
  - Élie-Joseph-Arthur Auclair
  - Jacques Hébert
  - Gérard Morisset
- 1950
  - Robert Élie
  - André Giroux
  - Clément Lockquell
- 1951
  - Sylvain Garneau
  - Anne Hébert
  - Paul Toupin
- 1952
  - Abraham Moses Klein
- 1953
  - Paul Beaulieu
  - Sœur Marie-Henri De la Croix
  - Jacques Hébert
- 1954
  - Adrienne Choquette
  - Eugène Cloutier
  - Jean Filiatrault
  - Yves Thériault
- 1955
  - Robert Choquette
  - Fernand Dumont
  - Jean-Guy Pilon
- 1956
  - Non attribué
- 1957
  - Roméo Arbour
  - Léopold Lamontagne
  - Romain Légaré
- 1958
  - Léo-Paul Desrosiers
  - Anne Hébert
  - Yves Thériault
- 1959
  - Ronald Després
  - Jacques Godbout
  - Pierre Trottier
- 1960
  - Non attribué
- 1961
  - Pierre Angers pour son ouvrage Foi et littérature 
  - Jean Béraud
- 1962
  - Jean-Paul Filion
  - Gilles Hénault
  - Jean Le Moyne
- 1963
  - Gatien Lapointe
  - Suzanne Paradis
- 1964
  - Réal Benoît
  - Paul Chamberland
  - Monique Chouinard Corriveau
  - Eva Kushner
- 1965[2]
  - Gérard Bessette pour L'Incubation
  - Jacques Brault pour Mémoire
  - Roch Carrier pour Jolis deuils
  - Andrée Maillet pour Le Chêne des tempêtes
  - Paul-Marie Lapointe pour Pour les âmes
  - Paul Toupin pour L'Écrivain et son théâtre
- 1966
  - Monique Chouinard Corriveau
  - Pierre de Grandpré
  - Nicole Deschamps
  - Louis Durand
  - Roland Giguère
  - Claire Martin
- 1967
  - Réjean Ducharme
  - Jean Éthier-Blais
  - Gatien Lapointe
- 1968
  - Jehane Benoît
  - Paule Cloutier-Daveluy
  - Suzanne Martel
  - Jean-Paul Pinsonneault, Terre d'aube : pièce en deux actes.
  - Yves Préfontaine
  - Robert Vigneault
- 1969
  - Yvette Naubert
  - Jean-Cléo Godin
- 1970
  - Hubert Aquin
  - Roland Bourneuf
  - Cécile Gagnon
  - Guy Gervais